# Supercoppa dei Paesi Bassi 1997
La Supercoppa dei Paesi Bassi 1997 (ufficialmente Johan Cruijff Schaal II) è stata l'ottava edizione della Johan Cruijff Schaal.
Si è svolta il 17 agosto 1997 all'Amsterdam ArenA tra il PSV Eindhoven, vincitore della Eredivisie 1996-1997, e il Roda JC, vincitore della KNVB beker 1996-1997.
A conquistare il titolo è stato il PSV Eindhoven che ha vinto per 3-1 con reti di Phillip Cocu (doppietta) e Gilles De Bilde.

## Partecipanti
| Squadre | Qualificazione                       | Partecipazioni precedenti (il grassetto indica la vittoria) |
| ------- | ------------------------------------ | ----------------------------------------------------------- |
| PSV     | Vincitore della Eredivisie 1996-1997 | 3 (1991, 1992, 1996)                                        |
| Roda JC | Vincitore della KNVB beker 1996-1997 | Nessuna                                                     |

## Tabellino
| Arbitro: | Dick Jol |

|                               |           |               |
| Cocu 22’ 90+1’ De Bilde 90+3’ | Marcatori | 84’ Van Houdt |

### Formazioni
| PSV:          |  |                  |             |     |
|               |  |                  |             |     |
| P             |  | Georg Koch       |             |     |
| D             |  | Željko Petrović  |             |     |
| D             |  | Stan Valckx      |             |     |
| D             |  | Jaap Stam        |             |     |
| D             |  | Arthur Numan     |             |     |
| C             |  | Vampeta          | Ammonizione |     |
| C             |  | Wim Jonk         |             |     |
| C             |  | Phillip Cocu     |             |     |
| C             |  | Boudewijn Zenden |             |     |
| A             |  | Marc Degryse     |             | 77’ |
| A             |  | Arnold Bruggink  |             | 66’ |
| Sostituzioni: |  |                  |             |     |
| A             |  | Gilles De Bilde  |             | 66’ |
| C             |  | Igor Demo        |             | 77’ |
| Allenatore:   |  |                  |             |     |
| Dick Advocaat |  |                  |             |     |

| Roda JC:      |  |                    |             |     |
|               |  |                    |             |     |
| P             |  | Nikola Damjanac    |             |     |
| D             |  | André Ooijer       |             |     |
| D             |  | Ger Senden         | Ammonizione |     |
| D             |  | Ramon van Haaren   |             |     |
| D             |  | Melvin Plet        |             | 75’ |
| D             |  | Regillio Vrede     |             |     |
| C             |  | Maarten Schops     |             | 61’ |
| C             |  | Arno Doomernik     |             |     |
| C             |  | Jan-Pieter Martens |             | 82’ |
| A             |  | Bob Peeters        |             |     |
| A             |  | Peter Van Houdt    |             |     |
| Sostituzioni: |  |                    |             |     |
| D             |  | Joos Valgaeren     |             | 61’ |
| C             |  | Eric van der Luer  |             | 75’ |
| A             |  | Edwin Grünholz     |             | 82’ |
| Allenatore:   |  |                    |             |     |
| Martin Jol    |  |                    |             |     |